# 昂夫勒维尔
昂夫勒维尔（法語：Amfreville，法語發音：[ɑ̃fʁəvil] ⓘ）是法国卡尔瓦多斯省的一个市镇，属于利雪区。

## 地理
昂夫勒维尔（49°14'54"N, 0°14'3"W）面积6.06 平方千米，位于法国诺曼底大区卡爾瓦多斯省，该省份为法国西北部沿海省份，北濒大西洋英吉利海峡，东北与滨海塞纳省以海上边界相接，东临厄尔省，南至奧恩省，西与芒什省接壤。
与昂夫勒维尔接壤的市镇（或旧市镇、城区）包括：布雷维尔莱蒙、梅维尔-弗朗斯维尔普拉日、维斯特雷阿姆、朗维尔、萨勒内勒。

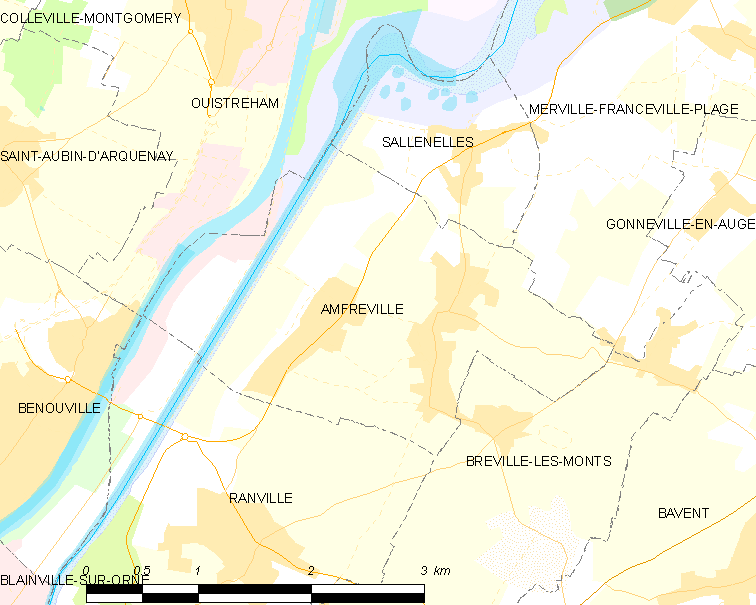
昂夫勒维尔的OSM定位图

昂夫勒维尔的时区为UTC+01:00、UTC+02:00（夏令时）。

## 行政
昂夫勒维尔的邮政编码为14860，INSEE市镇编码为14009。

## 政治
昂夫勒维尔所属的省级选区为卡堡县。

## 人口

1962-2008年间昂夫勒维尔人口变化图示

昂夫勒维尔于2022年1月1日时的人口数量为1373人。